# Riviera (Tessin)
Pour les articles homonymes, voir Riviera.
Riviera est une commune suisse du canton du Tessin, située dans le district de Riviera.

## Histoire
Le 18 octobre 2015, les citoyens d'Osogna, Cresciano, Lodrino et Iragna acceptent la fusion ou l'agrégation de leur commune en une nouvelle commune appelée Riviera. Le 18 avril 2016, le Grand Conseil du canton du Tessin décrète la création de la commune de Riviera à partir du 2 avril 2017, date de l'élection des autorités politiques (Conseil communal et municipalité),.

## Géographie
Riviera est au nord de Bellinzone et au sud de Biasca, sur les deux rives du fleuve Ticino. Un lieu de détente est prévu sur ces bords.
Le plus haut sommet est le Torrone d'Orza (2 952 m). Les roches de la région sont surtout du gneiss et du granit. La végétation est composée d'arbres feuillus (hêtres, châtaigniers) jusque vers 900 m et ensuite de conifères (épicéas, mélèzes).